# سام خليفة
سام خليفة (بالإنجليزية: Sam Khalifa)‏ هو لاعب كرة قاعدة أمريكي، ولد في 5 ديسمبر 1963 في فونتانا في الولايات المتحدة.

## وصلات خارجية
- سام خليفة على موقعبيزبول رفرنس.كوم (الدوري الرئيسي) (الإنجليزية)
- سام خليفة على موقعبيزبول رفرنس.كوم (الدوري الثانوي) (الإنجليزية)